# Apostelamt Jesu Christi
Apostelamt Jesu Christi ist der Namensbestandteil dreier christlicher Religionsgemeinschaften. Sie besitzen eine gemeinsame Wurzel und suchen nach Jahrzehnten der Trennung den Zusammenschluss auf einer gemeinsamen Basis. Sie werden der Konfessionsgruppe der apostolischen Gemeinschaften zugeordnet.

## Geschichte
Die Vorgeschichte dieser Religionsgemeinschaft und ihre Ursprünge gehen zurück bis in das Jahr 1832 mit der Entstehung der ersten katholisch-apostolischen Gemeinden. Um 1900/01 glaubte der neuapostolische Bezirksälteste Julius Fischer, Christus sei schon „im Fleisch“ der neu berufenen Apostel wiedergekommen. Nach Auseinandersetzungen mit dem Stammapostel Friedrich Krebs wurde er 1901 aus der Apostolischen Gemeinde ausgeschlossen. Er sammelte eine kleine Gruppe Gläubiger um sich und gründete am 2. Mai 1902 das Apostelamt Juda.
Zu Fischers Anhängern gehörte der frühere Ziegeleiarbeiter Hermann Krüger (1869–1933). Krüger erwarb sich große Verdienste um das Apostelamt Juda, besonders durch von ihm eröffnete Gemeinden in Berlin-Moabit und im Bezirk Frankfurt (Oder). Am 20. Februar 1921 wurde er von Fischer unter dem Namen „Simeon“ zum Apostel eingesetzt.
Nachfolgestreitigkeiten nach dem Tod Fischers in den zwanziger Jahren führten zu verschiedenen Spaltungen und Zersplitterungen. 1922 ernannte Fischer Adolf Tschach zum „Apostelbischof in Juda“. Als Fischer am 2. März 1923 starb und der erst 31-jährige Tschach zur höchsten Würde im Apostelamt aufstieg, machten sich vier Apostel mit ihren Gemeinden selbstständig, wovon aber nur die von Hermann Krüger im April 1923 herausgelöste Bestand hatte.
Dem ihm verliehenen Würdenamen entsprechend nannte Krüger seine Gemeinde Apostelamt Simeon in Juda und dann Apostelamt Simeon in Jacobs Geschlecht. Noch vor seinem Tod am 3. Januar 1933 setzte er Albert Trubach (1901–1980) zum Nachfolger ein. Durch eine Weissagung empfing dieser am 20. Februar 1933 den Apostelnamen „Naphthali“.
In der Zeit des Nationalsozialismus wurde das Apostelamt Simeon durch eine Verfügung des Geheimen Staatspolizeiamtes Berlin vom 5. November 1934 unter dem Vorwurf „marxistischer Umtriebe“ aufgelöst und verboten. Ein großer Teil der führenden Mitglieder wurde verhaftet, doch in kleinsten Kreisen kam man weiterhin zusammen und wahrte den Zusammenhalt.
Nach Kriegsende wurde das Apostelamt als Religionsgemeinschaft neu zugelassen und registriert. Ab 30. März 1946 wurden wieder unbehindert Gottesdienste gefeiert. Während eines Gottesdienstes am 20. Februar 1947 wurde Apostel Albert Trubach prophetisch zum „Stammapostel Jesu Christi“ berufen. Zwei Monate vor seinem Tod legte Apostel Trubach Anfang Juli 1980 sein Amt nieder und berief den Apostel Hans-Joachim Preuß (1920–1981) aus Cottbus zu seinem Nachfolger als Stammapostel. Nach dessen Tod am 6. August 1981 wurde das Amt des Stammapostels nicht mehr erneuert.

## Aufspaltungen und Bestrebungen zur Wiedervereinigung
Durch den Mauerbau ergaben sich in West- und Ostdeutschland unterschiedliche Entwicklungen, die bis zur Trennung des West- und Ost-AJC führten. Aus dem von Hermann Krüger initiierten Apostelamt Jesu Christi entwickelten sich im Laufe der Jahrzehnte folgende sogenannte apostolische Gemeinschaften:
- Apostelamt Jesu Christi, entstanden 1960, Körperschaft des öffentlichen Rechts (AJC K. d. ö. R.) mit Sitz des Kirchenhauptamts in Cottbus,
- Apostelamt Jesu Christi Kirche, entstanden 1960, als Körperschaft des privaten Rechts e. V. (AJC e. V.) mit Sitz in Berlin mit 24 Gemeinden,
- Gemeinschaft der Apostel Jesu Christi, eingetragener Verein, eine Abspaltung des AJC e. V. aus dem Jahr 1986 mit aktuell acht Gemeinden.

Das AJC e. V. und die GdAJC e. V. arbeiten seit längerem intensiv zusammen und streben eine Vereinigung an. Im Mai 2005 war die angestrebte Vereinigung aller drei Gemeinschaften zunächst gescheitert. Das AJC K. d. ö. R. hatte einen neuen leitenden Apostel berufen. Dieser strebte, zusammen mit zwei weiteren Aposteln seiner Gemeinschaft, eine „Verschmelzung“ mit der OAC (Old Apostolic Church) an.
Dies scheiterte jedoch daran, dass viele Mitglieder und Ämter des AJC K. d. ö. R. dieser Änderung nicht folgten. War das Apostelamt Jesu Christi über längere Zeit mit ca. 20.000 Zugehörigen die zweitgrößte apostolische Gruppe in Deutschland, so hat die Gemeinschaft im Jahr 2023 noch ca. 4.000–5.000 aktive Mitglieder.
Seit 2006 wird der Gedanke „des Zusammenwachsens“ aller drei Rechtsformen des AJC, wie AJC K. d. ö. R, GdAJC e. V., AJC e. V. umgesetzt. Es wurden bereits viele Anpassungen und neue Ziele gesetzt „zu einem gemeinsamen AJC (Apostelamt Jesu Christi)“. Zurzeit findet ein gegenseitiger Austausch statt, gemeinsame Glaubensaussagen werden bearbeitet und eine gemeinsame Gottesdienstliturgie wird bereits praktiziert.
Das oberste Gremium aller drei AJC-Bereiche ist die „Erweiterte Apostelkonferenz“, in denen entscheidende Beschlüsse zur Vereinigung getroffen werden.

## Lehre
Das Glaubensverständnis aller hier aufgeführten Gemeinschaften orientiert sich am Apostolischen Glaubensbekenntnis (Apostolicum). Die frühere Lehre einer „unpersönlichen Wiederkunft Jesu Christi in den Aposteln“ wird nicht mehr vertreten. Dabei berief man sich unter anderem auf die alttestamentliche Bezeichnung des Volkes Israel als Sohn Gottes und auf das neutestamentliche Bild von Haupt und Leib Christi. Aus diesem Glauben an die wiederholte Inkarnation folgte auch die Absage an die eschatologische Erwartung einer Wiederkunft Christi.
Das Sakrament der Versiegelung nimmt wie in vielen anderen apostolischen Gemeinschaften auch im Apostelamt Jesu Christi eine zentrale Rolle ein. Weitere Sakramente sind Wassertaufe und das heilige Abendmahl. In Lehre und Praxis stützt sich das Apostelamt Jesu Christi ansonsten auf die Bibel. Verwendung fand bis ca. 2021 die Lutherbibel in der Fassung von 1912, seither die Lutherbibel von 2017. Dem buchstäblichen Bibelglauben wird der durch Gnade erkennbare geistige Sinn der Bibel vorgezogen.

## Ökumene
Durch die intensivere kirchliche Zusammenarbeit der Kirchen in der DDR wurde das Apostelamt Jesu Christi K. d. ö. R. (Ost) Gastmitglied der Arbeitsgemeinschaft Christlicher Kirchen in der DDR. Diese ging nach der Wiedervereinigung in der Arbeitsgemeinschaft Christlicher Kirchen auf. So wurde das Apostelamt Jesu Christi (Ost) die erste apostolische Gemeinschaft, die auf Bundesebene als Gastmitglied in der ACK vertreten war. Inzwischen (2023) gilt dies jedoch auch für die Neuapostolische Kirche und Apostolische Gemeinschaft (Freikirche).
Das Apostelamt Jesu Christi (e. V. und K. d. ö. R.) ist Mitglied in der Arbeitsgemeinschaft der Kirchen und Religionsgesellschaften in Berlin (AKR), worüber den Gemeinschaften auch Radiosendungen wie das Wort zum Tage auf DeutschlandRadio Berlin ermöglicht werden.